# Pamela Young
Pour les articles homonymes, voir Young.
Pamela Margaret Young (née Rawlinson) est la première femme néo-zélandaise à vivre et travailler en Antarctique. En 1969-1970, elle travaille à Cape Bird comme assistante de terrain de son mari Euan, biologiste, et elle est parmi les six premières femmes à voler vers le pôle Sud. Elle écrit un livre sur son voyage (Penguin summer or a rare bird in Antarctica). Les Young Peaks (en) de l'Antarctique portent son nom. 

## Formation
Fille de Caren Cecilia Rawlinson (née Lyders) et d'Arthur Field Rawlinson, Pamela Young étudie à l'université d'Otago et obtient son bachelor en 1958,. En 1959, elle épouse Euan Cameron Young, professeur de zoologie à l'Université de Canterbury,. Euan Young se rend en Antarctique pour la première fois au cours de la saison 1959/60 pour travailler à Cape Royds, tandis que Pamela passe l'été dans une usine de confiture. 
Euan et Pamela Young vivent plusieurs années en Angleterre avant de retourner à Christchurch et Euan Young, travaillant à nouveau pour l'Université de Canterbury, effectue ensuite quatre autres voyages en Antarctique. 

## Antarctique
Seul un petit nombre de Néo-Zélandais se sont rendus en Antarctique à cette époque. « Le nombre d’OAE (Old Antarctic Explorers) est resté faible et investi de mystique. Le programme antarctique de la Nouvelle-Zélande était alors l'apanage de petits partis du Department of Scientific and Industrial Research (DSIR (en)), et les universités commençaient tout juste à prendre conscience des possibilités de recherche. Le continent n’est resté visité que par une petite poignée de privilégiés ».
Pas plus tard qu'en 1965, l'amiral James Reedy a prononcé sa célèbre définition de l'Antarctique comme « le continent blanc de paix sans femmes » , mais les attitudes changeent lentement. Euan déclare à Pamela que « les Américains tiennent à éliminer les filles cette année… il serait donc assez juste que nous envoyions une Néo-zélandaise ». 
Pamela Young rejoint son mari en tant qu'assistante de terrain à Cape Bird lors de son sixième voyage. Elle n'est pas la première femme néo-zélandaise en Antarctique (c'est la zoologiste Marie Darby (en), qui visite l'Antarctique en janvier 1968 ), mais elle est la première à y vivre et à travailler en tant que membre d'une équipe de recherche, bien qu'elle n'ait pas été formée comme scientifique. Elle est décrite comme la « Première Dame de Scott Base » lorsque sa sélection est annoncée en juin 1969 .
La présence d'une seule femme implique une planification supplémentaire en matière d'équipement, de logement et de toilettes. Lane Walker Rudkin, un fabricant de vêtements local, lui offre des maillots en laine et des pantalons de ski, ainsi que « deux paires de caleçons longs spéciaux dans la plus belle laine blanc crème », pour qu'elle n'ait pas à porter de vêtements pour hommes. 
En novembre 1969, Pamela et Euan Young volent dans un Starlifter de Christchurch à Williams Field et prennent un Snotrack jusqu'à la base Scott. Ils passent dix semaines à vivre et à travailler avec une petite équipe à Cape Bird. Le 17 janvier 1970, ils effectuent le décompte final des pingouins et retournent à la base Scott et à leur domicile.

## Fin de vie
En 1971, lorsque Penguin Summer est publié, Pamela et Euan Young et leurs deux enfants vivent aux Samoa occidentales où Euan mène des recherches sur le scarabée rhinocéros, un ravageur introduit du cocotier. En 1972, la famille retourne en Nouvelle-Zélande lorsqu'Euan Young est nommé à la chaire de zoologie de l'Université d'Auckland. Pamela Young est enseignante au lycée pour filles d'Epsom . 
En 2017, Young est sélectionnée comme l'une des « 150 femmes en 150 mots » de la Royal Society Te Apārangi, célébrant les contributions des femmes au savoir en Nouvelle-Zélande.